# Лобос, Эдуардо
Эдуа́рдо Эухе́нио Ло́бос Ландаета (исп. Eduardo Eugenio Lobos Landaeta; 30 июля 1981, Курико) — бывший чилийский футболист, вратарь. После завершения спортивной карьеры работает тренером.

## Карьера
До приезда в Россию играл на родине. После бронзового 2004 года «Крылья Советов» начали искать замену Алексею Полякову, перешедшему в московский «Локомотив». Гаджи Гаджиев, просматривая кассету с записями матчей «Уачипато», обратил внимание на 23-летнего вратаря Эдуардо Лобоса. После недолгих переговоров Лобос оказался в «Крыльях», с которыми подписал контракт на три года. По сведениям чилийской газеты Diario El Sur, трансферная стоимость Лобоса составила 100 тыс. долларов. Президент «Крыльев» Герман Ткаченко озвучил большую сумму — 400—500 тыс. долларов. 12 марта Лобос впервые выступил за «Крылья Советов» в матче первого тура чемпионата России с «Аланией». В 2005 году весь сезон он играл под номером 1. В 2006 году Лобос провёл всего один матч. Его заменил прибавивший к тому времени Александр Макаров. 18 апреля 2007 года Лобос заменил травмированного Александра Макарова в кубковой встрече с «Москвой» и сыграл в матче шестого тура против «Спартака». Несмотря на пропущенные в обоих матчах голы Оборин поставил его в стартовый состав и следующего матча с «Амкаром», который «Крылья Советов» выиграли со счётом 1:0.
В 2011 году Лобос вернулся на родину, где выступал за «Унион Эспаньолу», «Коло-Коло» и ряд других команд. С 2016 года выступает за «Эвертон» из Винья-дель-Мара.
Лобос выступал за молодёжную и национальную сборные Чили. В 2002 году участвовал в матче с Турцией (0:0), а в 2003 — в неофициальном матче с Андалусией (2:3). В марте 2008 года вновь был приглашён в национальную сборную. 27 марта в Израиле состоялся товарищеский матч сборной Чили со сборной Израиля, который завершился победой хозяев поля со счётом 1:0. Лобос вышел в стартовом составе своей команды и сыграл весь матч. С 2008 года, после потери клубом вратаря Макарова, Эдуардо снова стал основным вратарём команды.

## Достижения
- Чемпион Чили: Клаусура 2002